# Departamento de Huánuco (1823-1825)
El Departamento de Huánuco fue un efímero departamento del Perú que estaba compuesto por los mismos ochos partidos de la antigua Intendencia de Tarma: las provincias de Cajatambo, Conchucos, Huamalíes, Huánuco (incluyendo Panataguas), Huaylas, Jauja y Tarma. Fue creado el 4 de noviembre de 1823 durante el gobierno de José Bernardo de Tagle, cuando se dispuso la fusión de los territorios de los departamentos de Tarma y Huaylas.
El 13 de septiembre de 1825, durante el gobierno del dictador Simón Bolívar, se dispuso el cambio de nombre de este departamento nombrándolo como departamento de Junín en lo que es el acto de creación de éste. El decreto fue firmado por Hipólito Unanue, Juan Salazar y José de Larrea.
La creación del departamento de Huánuco fue una medida para castigar a Huaylas por su apoyo a Riva Agüero y para congraciarse con el presidente Tagle.